# Anton Franz Herrmann von Lindt
Anton Franz Herrmann von Lindt (* 29. April 1730 in Frankfurt am Main; † 4. Mai 1805) war ein kurfürstlich-sächsischer General der Infanterie und Leibgrenadier-Garde. Für seine Leistungen wurde er am 10. Oktober 1777 in den sächsischen Adel erhoben.

## Leben und Werk
Er stammte aus der Frankfurter Bürgerfamilie Lindt und trat in den Dienst der Kurfürsten Friedrich August von Sachsen. Er wurde 1746 Unteroffizier, 1750 Souslieutenant, 1754 Premierlieutenant, 1755 Hauptmann, 1758 Major, 1760 Oberstleutnant und 1777 Oberst. Anschließend 1784 Generalmajor dazu wurde er 1786 Chef des Infanterieregiments Riedesel. 1790 wurde er Generalleutnant, am 8. Mai 1799 General der Infanterie befördert und am 18. Mai 1801 Chef der Leibgrenadier-Garde.

## Familie
Anton war ein Sohn von Johannes Lindt (* 1701 Ffm, † 1780 Frankfurt am Main) und Maria Anna Itzstein (* 1706 Winkel [OT v. Oestrich-Winkel], † 1738 Frankfurt am Main). Vater Johannes war Bierbrauer und Weinhändler sowie Gasthalter und Senior der Katholischen Gemeinde in Frankfurt. Die Mutter stammte aus einer angesehenen alteingesessenen kurmainzischen Beamtenfamilie in Winkel im Rheingau. Anton’s älterer Bruder Stephan Lindt (1728–1805) war Sänger und Geistlicher. Auf seinen zweitältesten Bruder, den Kur-Mainzer Hof-Kammerrat Georg Friedrich Lindt (1729–1796), Weinhändler, Direktor der Kur-Mainzer Spiegelmanufaktur in Lohr am Main sowie Glas- und Spiegelhändler in Frankfurt, ging nach dem Tod des Vaters der „Helenenhof“ des Großvaters in Mittelheim [OT v. Oestrich-Winkel] über (Fideikommiss). Großvater Georg Friedrich Lindt d. Ä. (* 1663 Frankfurt am Main, † 1748 Frankfurt am Main), Weinhändler und Gasthalter im „Zum Lindenbaum“ Saalgasse 29/Bendergasse 34 in Frankfurt, war damals nicht nur einer der wenigen Katholiken, die in Frankfurt Bürgerrecht besaßen und Grundbesitz erwerben konnten, sondern auch Stammvater zahlreicher renommierter Familien.
Anton Franz Hermann von Lindt war zwei Mal mit einer Freiin von Gudenus verheiratet:
1. 1776 Eva Constantia Catharina Bilhildis Freiin von Gudenus * 1755 (Tochter von Johann Jacob Josef Franz von Gudenus, Herr zu Issenroad und Lauenburg, kurmainz. Regierungsrat, Oberster Ratsmeister zu Erfurt * 1721)
2. Philippine Anna Freiin von Gudenus (Tochter von Philipp Franz Ignaz von Gudenus Kurfürstlich Mainzer General Feldmarschall und Geheimer Rat * 30. Juli 1710 Mainz, † 13. Oktober 1783 Mainz)

           Aus dieser Ehe überlebten 3 Kinder:
1. Carl Adolph Valentin von Lindt  Kgl. Sächs. Major * 1790 Dresden, † 1860 Dresden
                   Er trat 1834 aus dem aktiven Dienste u. lebte in Dresden S. 279
               2. Anna Maria von Lindt (*17. Oktober 1795) Ehrendame d. k. bayer. St. Anna-Ordens 
                   ⚭ 23.10.1823 Bamberg
                  Ignaz Anton von und zu Palaus (* 5. September 1780 auf Schloß Palaus, † 29. April 1858 Bamberg) bayer. Kämmerer u.
Appelationsgerichtsrat
                          Sohn Max Freiherr von Palaus kgl. bayer. Kämmerer
                          starb am 20. April 1885 in Bamberg ledig als letzter des Geschlechtes
              3. Antonie Francisca Catharina von Lindt (* 1798, † 10. Juni 1869 Dresden)
Lindt war mit der Freiin Philippine Anna von Gudenus verheiratet. Das Paar hatte wenigstens eine Tochter:
- Anna Marie (* 17. Oktober 1795) ⚭ 1823 Ignatz Anton von und zu Palaus (* 5. September 1780; † 29. April 1858), bayrischer Kämmerer und Appelationsgerichtsrat[3]